# Матюшкин, Михаил Афанасьевич
Михаил Афанасьевич Матюшкин (1676 — 17 апреля 1737 года) — троюродный брат Петра I, генерал-аншеф (1727), под командованием которого русские войска овладели Баку. 

## Биография
Представитель дворянского рода Матюшкиных. Сын думного дворянина Афанасия Ивановича Матюшкина (ум. 1676), внучатый племянник царицы Евдокии Стрешневой. Ещё 7-ми лет от роду назначен к Петру комнатным стольником; одним из первых вступил в его «потешные войска». В 1697 году командирован в Италию для изучения морского дела, однако по возвращении на родину поступил на службу в сухопутные войска.
В годы Северной войны в чине майора Преображенского полка командовал батальоном, участвовал в сражении под Полтавой (1709) и в Прутском походе (1711). 8 ноября 1715 года в дополнение к чину майора гвардии получил звание бригадира, через год — генерал-майор, назначен асессором в военно-судную комиссию, учрежденную для расследования казенных злоупотреблений А. Д. Меншикова.
В 1721 году сделан членом Военной коллегии. В 1722 году участвовал в Персидском походе Петра I, после его отъезда принял командование над войсками, добился сдачи Баку и пожалован в генерал-поручики (1723). При известии о смерти Петра «залился слезами, завыл страшно, упал без чувств и более суток не употреблял пищи».
В ознаменование заслуг новая императрица Екатерина I пожаловала ему орден Святого Александра Невского (30 июня 1725 года). Климатические условия Азербайджана тяжело отразились на здоровье Матюшкина, что вынудило его просить увольнения от должности. В 1726 году сменён В. В. Долгоруковым.
Прибыв в Санкт-Петербург и опасаясь преследований со стороны Меншикова, Матюшкин сблизился с ним и в день вступления на престол императора Петра II первый привел ко дворцу Преображенский полк, за что и был произведен в генерал-аншефы и подполковники лейб-гвардии Преображенского полка.
Этот успех толкнул Матюшкина на дальнейшее вмешательство в политическую борьбу. После смерти Петра II (1730) он составил знаменитый проект ограничения императорской власти при посредстве Верховного Тайного совета, члены которого должны были избираться «обществом», то есть генералитетом и дворянством. Проект этот не был принят императрицей Анной Иоанновной, Матюшкин принес ей повинную и был прощён.
В 1730—1731 годах был генерал-губернатором в Киеве, потом жил в отставке. Похоронен в московском Златоустовском монастыре под камнем с длинной эпитафией:

Зде лежит, который противу неприятелей за отечество всегда стоял храбро, муж избран по сердцу Монаршу, в благочестии, совете, искусстве, мудрости, правосудии, смирении, милости к народу и благосердии-первый, в войне и мире полезный, наконец, во всей Европе и Азии прославленный воин. <…> Веселым и доброхотным сердцем, забыв прежде понесенные военные труды и все прежние случаи смерти, поступал смело, воевал крепко, побеждал с триумфом. Всего сего довольно к бессмертной его славе и к неумирающей хвале.

## Семья
Генерал Матюшкин на протяжении ряда лет имел «влечение любострастное» к Софье Дмитриевне (17.09.1700-19.09.1767), юной вдове гвардии майора П. И. Яковлева. Её отец барон Дмитрий Алексеевич Соловьёв, будучи обер-комиссаром в Архангельске и ведая экспортом из России пшеницы, ржи, льна, смолы, пеньки, сильно разбогател на контрабанде, а состояние своё перевёл в английский банк. Брак их состоялся 12 ноября 1721 года.
По отзывам современников, включая Екатерину II, Софья Матюшкина была женщиной энергичной и властной. Потеряв мужа, сумела сохранить вес при дворе и в одиночку вырастила двух сыновей:
- Дмитрий Михайлович (1725—1800), тайный советник, в 1762 г. пожалован графским Римской империи титулом.
- Михаил Михайлович, бригадир (1729—1797); холост.